# Meloboris basilaris
Meloboris basilaris är en stekelart som först beskrevs av Léon Abel Provancher 1875.  Meloboris basilaris ingår i släktet Meloboris och familjen brokparasitsteklar. Inga underarter finns listade i Catalogue of Life.